# Líšná (district de Rokycany)
Pour les articles homonymes, voir Líšná.
Líšná  (en allemand : Lischna) est une commune du district de Rokycany, dans la région de Plzeň, en République tchèque. Sa population s'élevait à 186 habitants en 2021.

## Géographie
Líšná se trouve à 23 km au nord-est de Rokycany, à 35 km au nord-est de Plzeň et à 51 km au sud-ouest de Prague.
La commune est limitée par Ostrovec-Lhotka et Broumy au nord, par Bzová et Drozdov à l'est, par Cerhovice et Týček au sud, et par Zbiroh à l'ouest.

## Histoire
La première mention écrite du village date de 1539.

## Galerie

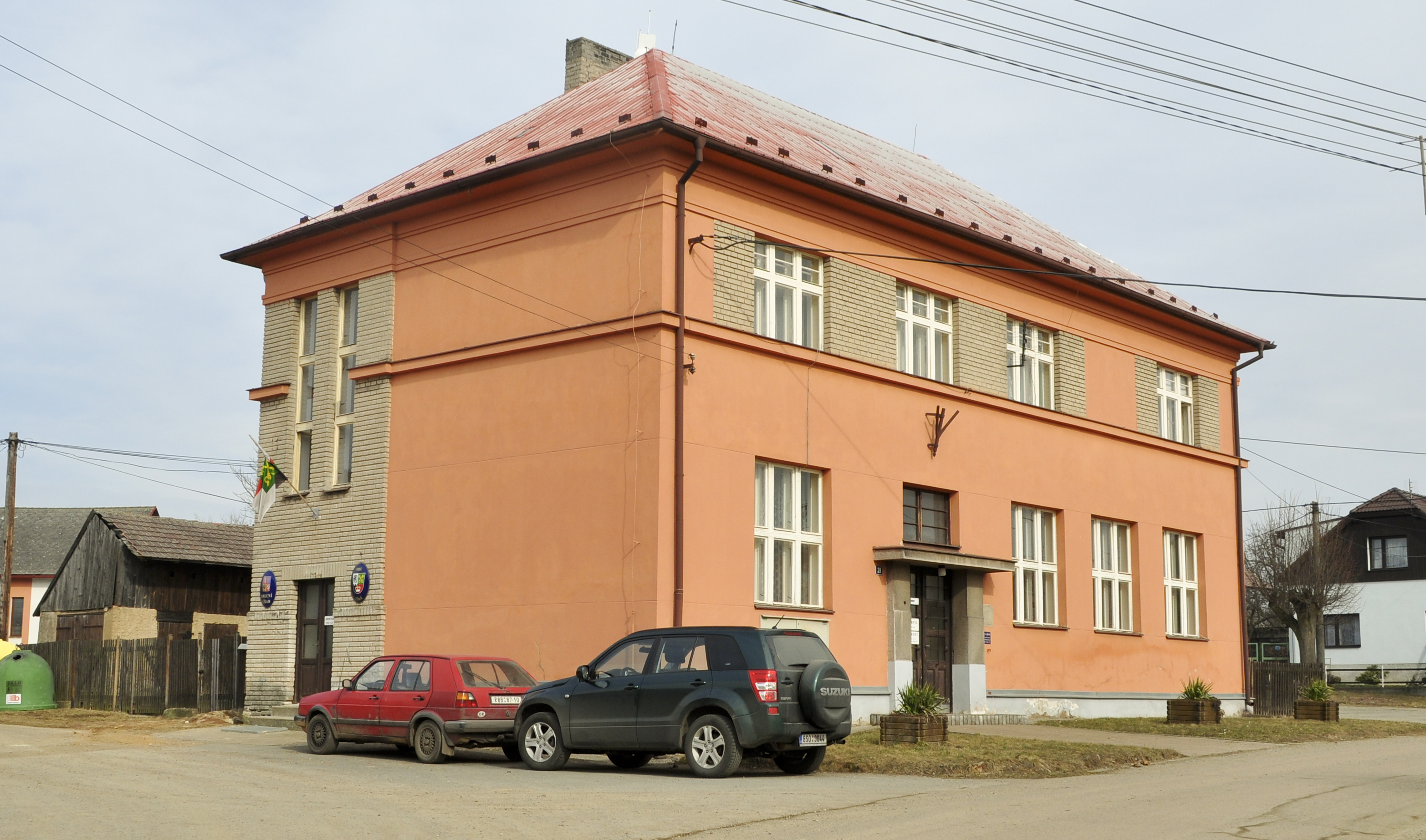
Líšná : la mairie.
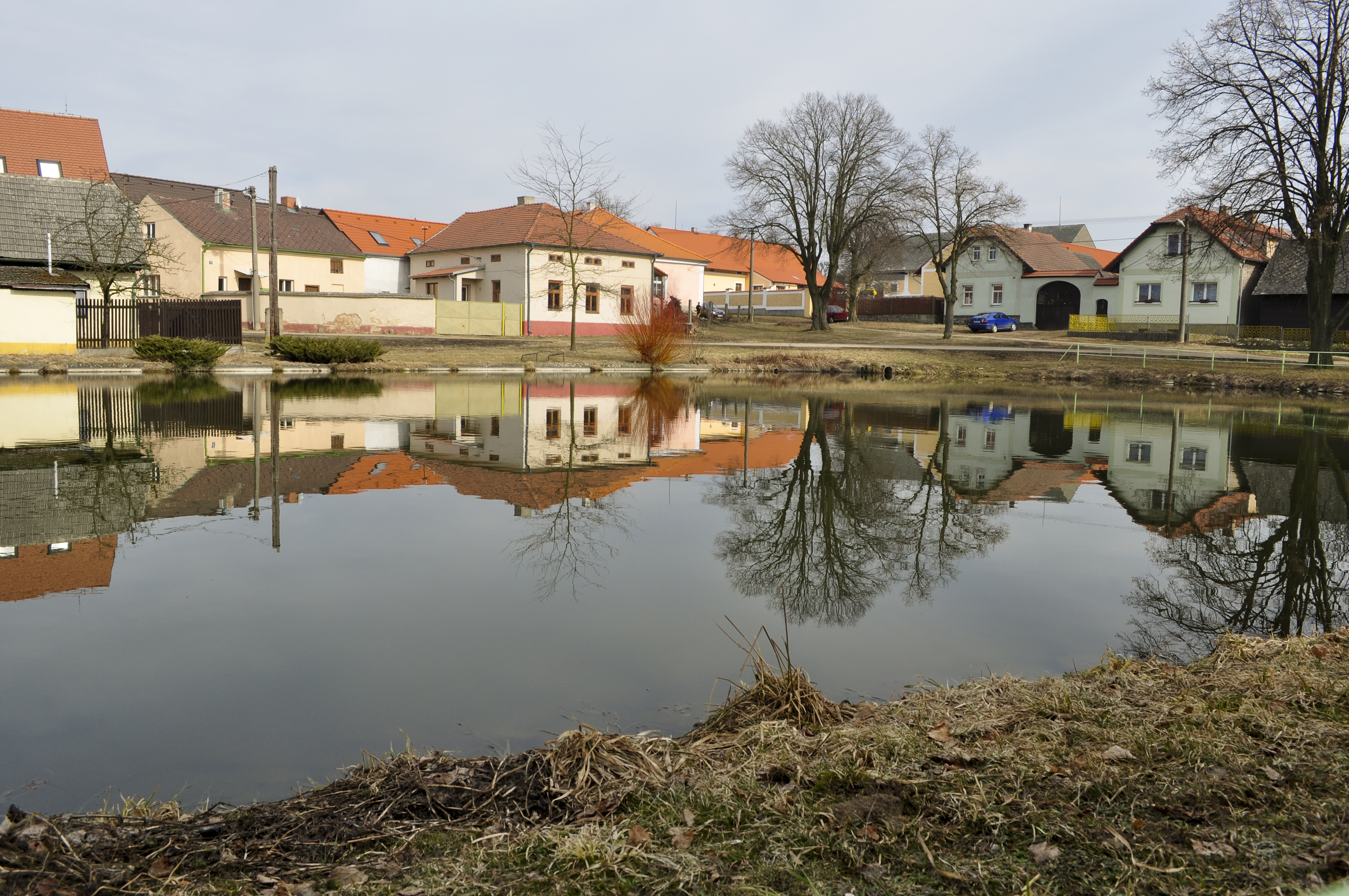
Étang à Líšná.

## Transports
Par la route, Líšná se trouve à 4 km de Zbiroh, à 27 km de Rokycany, à 44 km de Plzeň et à 59 km de Prague. 